# Bittacus obscurus
Bittacus obscurus är en näbbsländeart som beskrevs av Huang och Hua 2005. Bittacus obscurus ingår i släktet Bittacus och familjen styltsländor. Inga underarter finns listade i Catalogue of Life.